# Wikiviajes
Wikiviajes (en inglés: Wikivoyage) es una guía de viaje gratuita creada por autores voluntarios. Es un proyecto hermano de Wikipedia y está patrocinado y alojado por la misma Fundación Wikimedia. Wikivoyage se ha llamado la «Wikipedia de guías de viaje».
El proyecto comenzó cuando los editores de las versiones alemana y luego italiana de Wikitravel decidieron en septiembre de 2006 trasladar sus actividades de edición y luego el contenido actual a un nuevo sitio, de acuerdo con la licencia de derechos de autor del sitio, un procedimiento conocido como «bifurcación». El sitio resultante se puso en marcha como «Wikivoyage» el 10 de diciembre de 2006, y era propiedad y estaba operado por una asociación alemana creada para tal fin, Wikivoyage eV (que sigue siendo su asociación representativa). El contenido fue publicado bajo la licencia copyleft Creative Commons Attribution-ShareAlike.
En 2012, después de una larga historia de problemas con su hospedador, la comunidad de la versión en inglés de Wikitravel también decidió como comunidad bifurcar su proyecto. En un movimiento bidireccional, la comunidad de Wikitravel en inglés se volvió a fusionar con Wikivoyage bajo la marca Wikivoyage, y también todas las versiones en idiomas de Wikivoyage trasladaron sus operaciones para ser alojadas por la Fundación Wikimedia, una organización sin fines de lucro que alberga varias de las wiki más grandes del mundo, entre ellas Wikipedia. Tras los acuerdos de las diversas comunidades involucradas y la Fundación Wikimedia, el sitio se trasladó a los servidores de la Fundación en diciembre de 2012 y la totalidad de Wikivoyage se relanzó oficialmente como un proyecto de Wikimedia el 15 de enero de 2013, día del 12.º aniversario del lanzamiento de Wikipedia.

## Historia
La historia se remonta al 7 de octubre de 2004. En los países de habla alemana en particular, hubo una gran decepción cuando se anunció la venta de wikitravel.org a Internet Brands el 20 de abril de 2006. La insatisfacción adicional con el estilo de gestión del proyecto llevó a la decisión de la mayoría de los administradores y autores germanoparlantes (Alemania, Austria y Suiza) de continuar el proyecto separados del original.
Después de una fase preparatoria de seis meses, la asociación sin fines de lucro Wikivoyage e. V. fue fundada en la ciudad alemana de Stuttgart el 30 de septiembre de 2006. Esta asociación es propietaria de los dominios y opera el servidor web. El 10 de diciembre de 2006, el proyecto comenzó en Internet con la base de datos tomada de Wikitravel. Solo cuatro meses después, el 30 % del inventario de artículos era nuevo.
Inicialmente, solo se mantuvo un Wikivoyage en idioma alemán. El inventario de los datos de los medios y la gestión del acceso de los usuarios ya estaban preparados para su uso con sucursales en diferentes idiomas.
Poco después del inicio, Wikivoyage tenía el mayor inventario basado en wiki de información sobre viajes en la región de habla alemana. Aunque todavía quedaban algunas lagunas, ya existía mucha información sobre los destinos de viaje Egipto, Tailandia y Suiza y sobre el tema de los viajes en bicicleta. A pesar del bajo inventario de alrededor de 4500 artículos a finales de junio de 2007, el proyecto ya era un tema, especialmente en la radio y la prensa suizas.
El 10 de diciembre de 2007, se abrió la versión en segundo idioma con Wikivoyage en italiano. Cinco años después del inicio, en diciembre de 2011, la versión en alemán tenía 11  400 artículos con 26  300 imágenes y gráficos.

## Organización y funcionamiento hasta noviembre de 2012

### Funcionalidad
Al igual que la enciclopedia libre Wikipedia, Wikivoyage utilizó desde sus inicios el software gratuito MediaWiki, para permitir el uso de Internet sin registro, incluida la autoría propia. El aseguramiento de la calidad se llevó a cabo de la misma manera que con Wikipedia, mediante controles mutuos por parte de los usuarios. El uso del mismo software debería facilitarle la familiarización con el uso de Wikivoyage.

### Licencia
La licencia Creative Commons Attribution-ShareAlike se utilizó en Wikivoyage. En particular, esto debería simplificar legalmente la producción de guías impresas. No se prefirieron las mismas licencias para imágenes y otros medios. A diferencia de los textos, el objetivo era utilizar archivos multimedia de dominio público o de doble licencia (GNU, Creative Commons).

### Estructura de la información
A diferencia de los léxicos, el acervo de información se estructuró de una manera significativamente más jerárquica. Los artículos pertenecientes a un tema se agruparon con las categorías conocidas del software Mediawiki así como con la navegación miga de pan, que muestra la asociación con otros artículos. Sin embargo, no había categorías en el espacio de nombres del artículo.
Se utilizaron diferentes espacios de nombres para separar diferentes temas. El espacio de nombres principal incluía destinos de viaje en su jerarquía geográfica. Otros dos espacios de nombres importantes se reservaron para temas de viajes y noticias de viajes. Fue posible un estrecho entrelazamiento de destinos y temas de viaje.
El contenido de los artículos era responsabilidad de los autores o de la comunidad, no de la asociación.

### Financiamiento
Wikivoyage se financió con donaciones y cuotas de membresía de Wikivoyage e. V.

## Preparación para la creación de un nuevo proyecto de la Fundación Wikimedia
El 11 de marzo de 2012, James Heilmann, presidente del Capítulo Canadiense de la Fundación Wikimedia y miembro del Comité de Proyectos Hermanos para el establecimiento de nuevos proyectos de la Fundación Wikimedia, publicó una solicitud de comentarios con el objetivo de crear una guía de viajes wiki. Además de mucha aprobación para un proyecto de este tipo, se investigó intensamente la cuestión de si la información de las guías de viaje representaba un conocimiento digno de financiación.
El 20 de marzo de 2012, James Heilmann, preguntó a Roland Unger, miembro de la junta de Wikivoyage e. V., si quisieran convertirse en un proyecto de la Fundación Wikimedia. James Heilmann estaba representando a varios autores y administradores insatisfechos de la rama inglesa de Wikitravel, quienes no quisieron aparecer públicamente. El 27 de mayo de 2012, James Heilmann remitió la propuesta a la Fundación Wikimedia. En la 13.ª reunión general de Wikivoyage e. V. el 9 de junio de 2012 en Colonia, se decidió iniciar negociaciones con la Fundación Wikimedia sobre un nuevo proyecto hermano. La propuesta fue aprobada por la Fundación Wikimedia el 6 de septiembre de 2012.
Con la firma del contrato el 3 de noviembre de 2012 entre la Fundación Wikimedia y Wikivoyage e. V., Wikivoyage se convierte en un proyecto de la Fundación Wikimedia y en un proyecto hermano de Wikipedia. A mediados de noviembre de 2012, los artículos creados hasta el momento se transfirieron al servidor de la Fundación Wikimedia.
El 10 de noviembre de 2012, Wikivoyage se lanzó en estado beta en los siete idiomas alemán, inglés, francés, italiano, holandés, ruso y sueco como un proyecto de Wikimedia. En este momento, la versión en alemán constaba de 12.067 artículos.
El 15 de enero de 2013, se anunció oficialmente el inicio del nuevo proyecto de la Fundación Wikimedia.
El 31 de mayo de 2013, la Fundación Wikimedia anunció que el nuevo logotipo del proyecto, que había sido elegido por la comunidad en un proceso de dos etapas, tenía que ser reemplazado porque era demasiado similar al de la Organización Mundial del Comercio (OMC).

## Idiomas
Originalmente Wikiviajes existió solamente en idioma alemán, pero pronto se decidió contemplar la posibilidad de crear versiones en otros idiomas. Para tal fin, deben existir por lo menos tres personas con conocimientos profundos en un idioma que estarían de acuerdo en ocupar un cargo de administrador; además, debe haber un grupo estable de por lo menos cinco usuarios activos que apoyan la creación de una nueva versión.
En diciembre de 2007, se creó la versión en italiano, la segunda en alcanzar los requisitos. Hasta el mes de septiembre de 2013 existen 15 versiones de Wikiviajes (en inglés, neerlandés, francés, alemán, griego, hebreo, italiano, polaco, portugués, rumano, ruso, español, sueco, ucraniano y vietnamita).
| N.º | Fundación  | Idioma     | Código | Artículos |
| --- | ---------- | ---------- | ------ | --------- |
| 01  | 10.12.2006 | Deutsch    | de     | 20 176    |
| 02  | 10.12.2007 | italiano   | it     | 11 689    |
| 03  | 23.09.2012 | English    | en     | 32 331    |
| 04  | 29.09.2012 | Nederlands | nl     | 3716      |
| 05  | 03.10.2012 | français   | fr     | 8733      |
| 06  | 06.10.2012 | svenska    | sv     | 1571      |
| 07  | 18.10.2012 | русский    | ru     | 6639      |
| 08  | 07.01.2013 | español    | es     | 3206      |
| 09  | 07.01.2013 | português  | pt     | 3996      |
| 10  | 06.02.2013 | polski     | pl     | 13 041    |
| 11  | 06.02.2013 | română     | ro     | 914       |
| 12  | 21.03.2013 | עברית      | he     | 2447      |
| 13  | 21.03.2013 | українська | uk     | 1019      |
| 14  | 17.05.2013 | Ελληνικά   | el     | 1441      |
| 15  | 11.08.2013 | Tiếng Việt | vi     | 1931      |
| 16  | 15.01.2014 | 中文       | zh     | 5491      |
| 17  | 02.10.2014 | فارسی      | fa     | 8764      |
| 18  | 01.12.2016 | suomi      | fi     | 1792      |
| 19  | 27.09.2017 | हिन्दी        | hi     | 128       |
| 20  | 2018-06-07 | বাংলা         | bn     | 975       |
| 21  | 2018-06-07 | پښتو       | ps     | 319       |
| 22  | 2020-08-27 | 日本語     | ja     | 1226      |
| 23  | 2020-12-15 | Esperanto  | eo     | 1201      |

## Cobertura geográfica
La cobertura geográfica en las versiones lingüísticas individuales es diferente y depende en gran medida del origen y las preferencias de los autores o viajeros. En la rama inglesa, más de una cuarta parte de los artículos tratan sobre destinos de viaje en Estados Unidos. Los países en los que se habla inglés como lengua materna están representados con más del 50 % de los artículos. Los países preferidos de viaje son India, Reino Unido, Japón y Canadá. En la rama alemana, Alemania lidera el camino con más de una cuarta parte de los artículos, seguida de Egipto, España, Suiza y Austria. Los artículos de los países de habla alemana solo están representados por un tercio. En las versiones en italiano y español, dominan los destinos turísticos italianos y españoles. Los artículos sobre Egipto están representados en la edición alemana y sobre Grecia en la edición italiana. Los países con un ingreso nacional bruto bajo y los países del sur de África están subrepresentados. Los países sudamericanos de la rama en español de Wikivoyage son una excepción.